# Furnas do Enxofre

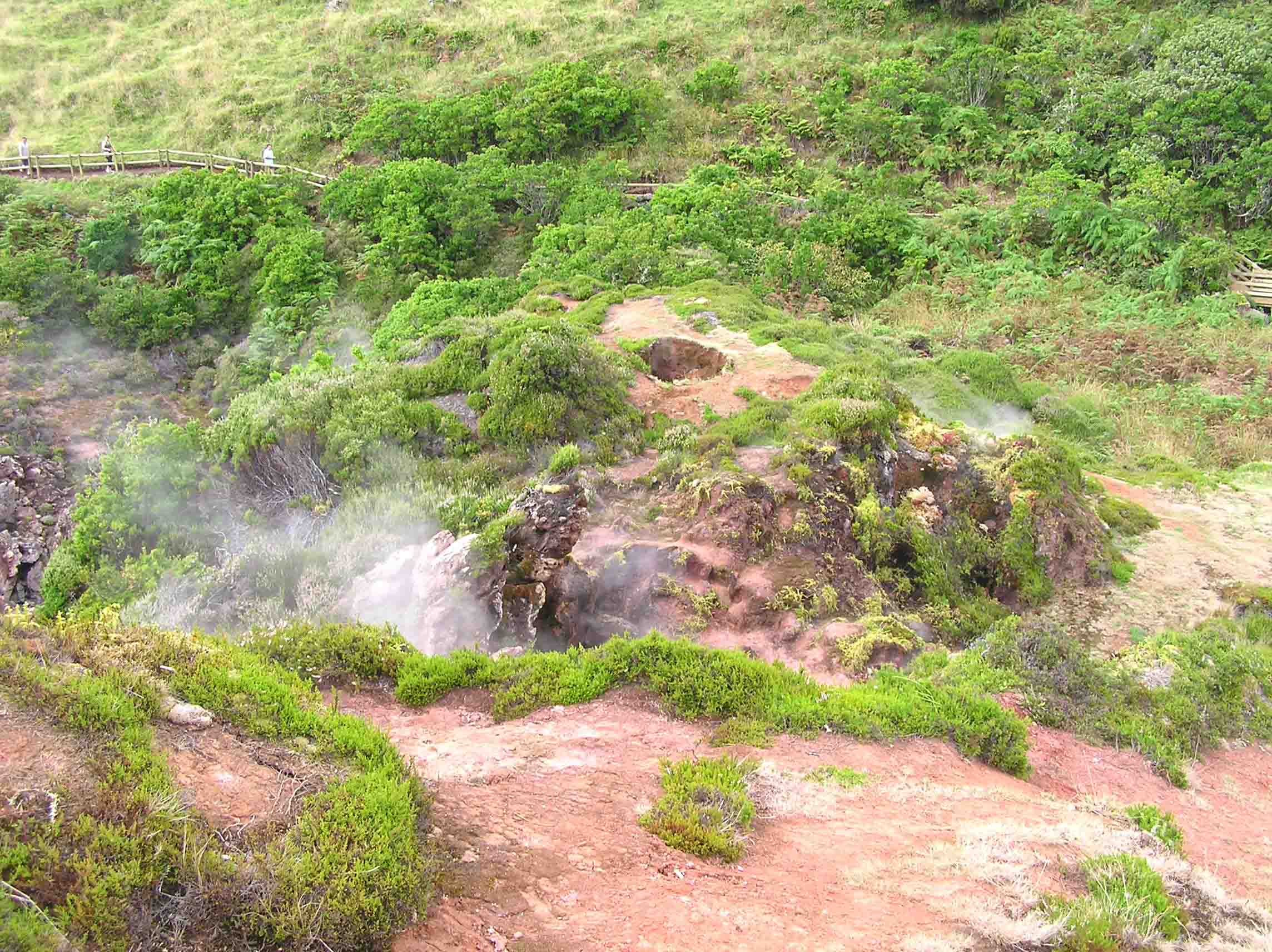
Furnas do Enxofre, Terceira.

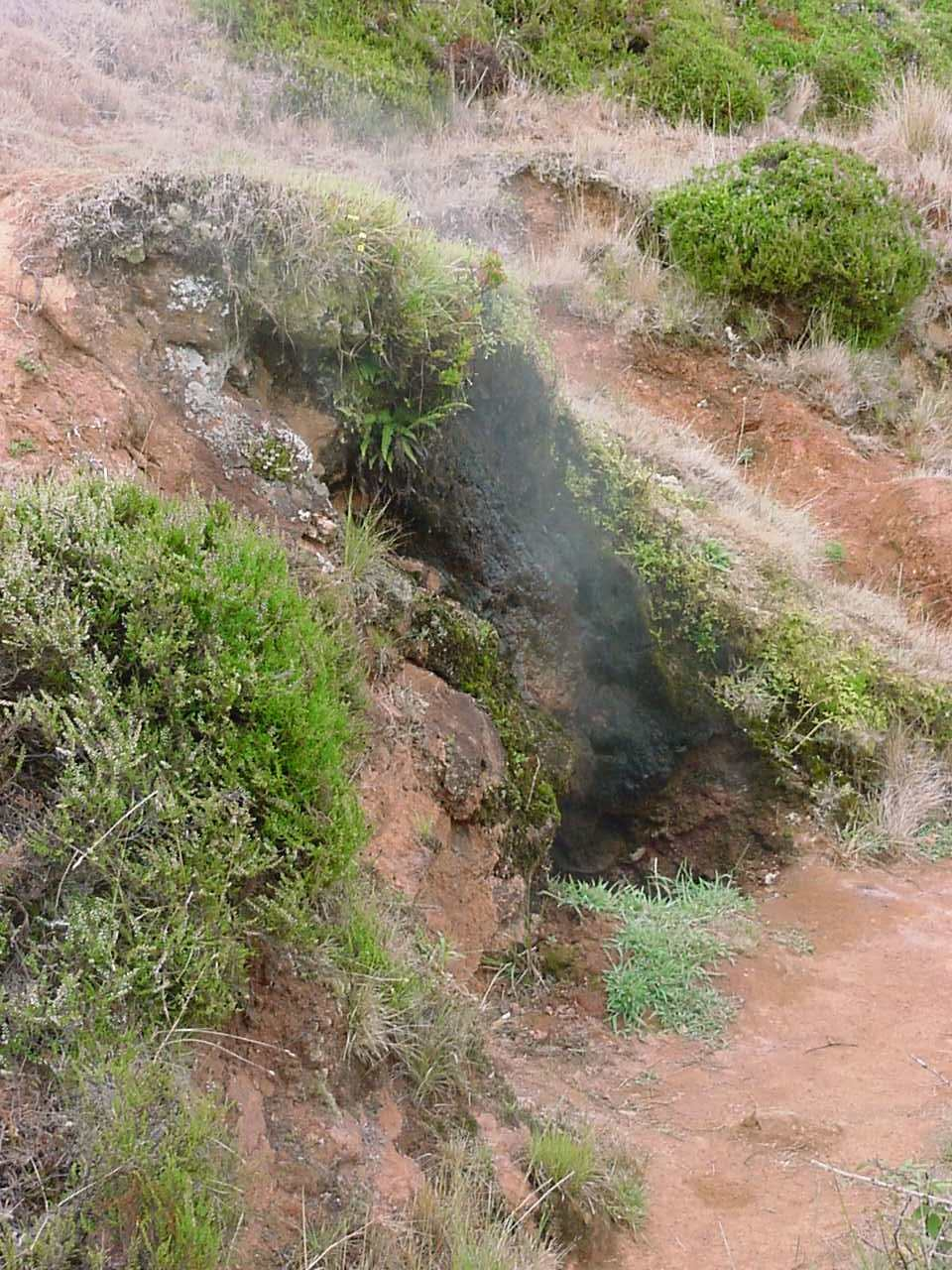
Furnas do Enxofre, Terceira.

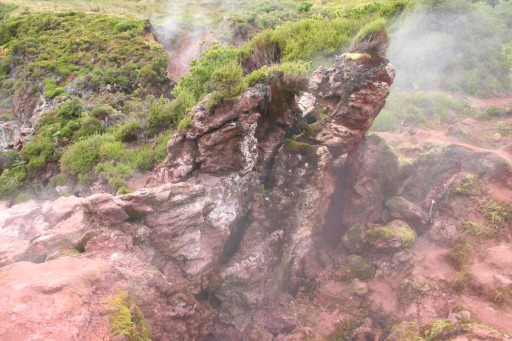
Furnas do Enxofre, Terceira.

As Furnas do Enxofre localizam-se na freguesia do Posto Santo, no Concelho de Angra do Heroísmo, na ilha Terceira, nos Açores.
Constituem-se em um campo fumarólico, ou seja, numa área que compreende diversas saídas de gases vulcânicos agressivos, a diversas temperaturas, algumas bastante elevadas (cerca de 95º C à superfície e cerca de 130º C a meio metro de profundidade). Tais desgasificações são constituídas essencialmente por dióxido de carbono (c. 95%), gás sulfídrico (c. 3%), gás sulfuroso, hidrogénio, azoto, metano e outros, em proporções muito baixas.
Em consequência das desgasificações sobreaquecidas e quimicamente agressivas, as rochas circundantes alteraram-se (e alteram-se) em materiais argilosos, associados a minerais secundários, tais como o enxofre em massas e em cristais (de cor amarela), óxidos de ferro (de cor avermelhada), óxidos de alumínio (de cor esbranquiçada).
Geologicamente o campo fumarólico localiza-se no setor sul do vulcão do Pico Alto, um dos mais recentes e majestosos da ilha. Petrologicamente, é constituído por rochas traquíticas (com mais sílica do que basalto). Distribuído entre os 583 e os 620 metros de altitude, apresenta um clima húmido, com valores anuais de precipitação superiores a 2000mm. Dadas essas características, e à presença de solos pouco permeáveis, a zona tem tendência ao encharcamento.
As mesmas características, nomeadamente a temperatura e a concentração de gases vulcânicos, condicionam a distribuição da vegetação, que apresenta uma zonação relativamente aos focos das fumarolas. Junto a estas, o solo é demasiadamente quente para permitir a cobertura vegetal. Nas suas vizinhanças surgem comunidades de musgos associadas às maiores concentrações de gases, cobertas de algas. Segue-se uma zona dominada por várias espécies de esfagno ou musgão ("Sphagnum ssp.") e ou "Nardia scalaris", especialmente nas superfícies com maior declive. Toda a área é extremamente diversificada em comunidades de musgos e hepáticas, com cerca de 50 espécies registadas, algumas raras e registadas na "Lista Vermelha dos Briófitos da Europa", do Comité Europeu para a Conservação dos Briófitos. A maiores distâncias das fumarolas desenvolve-se uma zona de "Calluna vulgaris" (rapa) com exemplares de "Vaccinium cylindraceum" (uva-da-serra) e uma zona de herbáceas (pastagem). Nas áreas livres da influência de gases vulcânicos a vegetação é caracterizada por espécies típicas de turfeiras nas áreas mais baixas, deprimidas e com acumulação de água, ou da Floresta Laurissilva dos Açores, nas zonas mais altas e expostas.
Na encosta a Nordeste do campo principal das fumarolas, o estrato arbóreo é dominado pelo "Vaccinium cylindraceum", espécie endémica dos Açores, e outras. Algumas dessas espécies são protegidas pela Directiva "Habitats" e/ou pela Convenção de Berna, e algumas constam da Lista Vermelha das Espécies Ameaçadas da União Internacional para a Conservação da Natureza e dos Recursos Naturais (IUCN). Outras, embora não tenham estatuto de proteção, possuem elevado valor patrimonial, por serem endémicas dos Açores, indígenas, ou características da Laurissilva dos Açores.
O elevado interesse geológico e biológico e a beleza paisagística intrínseca das Furnas, justificaram a sua classificação como monumento natural regional, pelo Decreto Legislativo Regional n.º 10/2004/A, que reza:
"... as furnas do Enxofre, situadas na zona central da ilha Terceira, correspondem a um fenómeno de vulcanismo secundário designado por fumarolas, consistindo na libertação de gases para a superfície através de um sistema de fissura vulcânica, em torno das quais se formam alguns depósitos de enxofre; considerando que este local é também considerado como parte integrante de um habitat natural situado numa área de relevância europeia ao nível da conservação da natureza, constando da lista dos sítios de importância comunitária para a região biogeográfica macaronésica da Rede Natura 2000, sob a designação "Serra de Santa Bárbara e Pico Alto".
"A PTTER0017, aprovada por decisão da Comissão de 28 de Dezembro de 2001 e publicada no Jornal Oficial das Comunidades Europeias em 9 de Janeiro de 2002; Considerando ainda que as suas características únicas tornam as furnas do Enxofre num dos espaços naturais privilegiados da região, com forte potencial de atracção de visitantes, justificando-se, por isso, a sua protecção e salvaguarda como área protegida (...)."
As peculiaridades associadas a este campo de fumarolas, justificaram também a sua integração no habitat natural designado por Campos de Lava e Escavações Naturais - Fumarolas, incluído no anexo I da Directiva "Habitats" (Directiva nº 92/43/CEE).